# Nexus S
Nexus S (znany również jako Samsung GT-i9020 lub Samsung GT-i9023) – smartfon firmy Google, wyprodukowany przez Samsung Electronics. Został wprowadzony na rynek w grudniu 2010 roku. Bliźniaczym telefonem jest Samsung Galaxy S, z którym Nexus S dzieli wiele podzespołów.

## Opis

### Ekran
Wyświetlacz modelu Nexus S to Super AMOLED o rozdzielczości 480 × 800 pikseli, wielkości 4 cali (235 ppi). Ekran jest pokryty warstwą zakrzywionego szkła, aby lepiej pasował do twarzy w trakcie rozmowy. To sprawiło, że wyświetlacz ten dostał nazwę: „Contour Display”.

### Procesor
Jednostka obliczeniowa modelu Nexus S to Samsung Hummingbird bazujący na rdzeniu ARM Cortex A8, o taktowaniu 1 GHz. Procesor wykonano w procesie technologicznym 45 nm. Razem z tym procesorem, w układzie SoC pracuje układ graficzny (GPU) PowerVR SGX-540.

### Pamięć
I9020 ma 16 GB pamięci wewnętrznej, z czego 13.3 GB przeznaczone jest na dane. Nexus S posiada także 512 MB pamięci Mobile DDR RAM. Nie wyposażono go w gniazdo na kartę pamięci.

### Komunikacja
Nexus S posiada łączność IEEE 802.11 (Wi-Fi) w standardach b/g/n. Urządzenie wyposażono także w Bluetooth w wersji 2.1 z EDR oraz system NFC (ang. Near Field Communication). Posiada także GPS (z A-GPS) i złącze microUSB czy gniazdo słuchawkowe 3,5 mm.

### Aparat
Nexus S posiada dwa aparaty. Przedni; o rozdzielczości 0,3 Mpx; może kręcić filmy w rozdzielczości VGA – 640 × 480 pikseli, oraz tylny (główny); z matrycą 5 MPx, można nagrywać nim filmy w rozdzielczości 720 × 480 pikseli.

### System
Jako urządzenie firmy Google, Nexus S fabrycznie wyposażony jest w system Android w wersji 2.3 Gingerbread. Telefon ten był pierwszym urządzeniem z tym systemem operacyjnym Dostępna jest aktualizacja do 4.0 Ice Cream Sandwich.

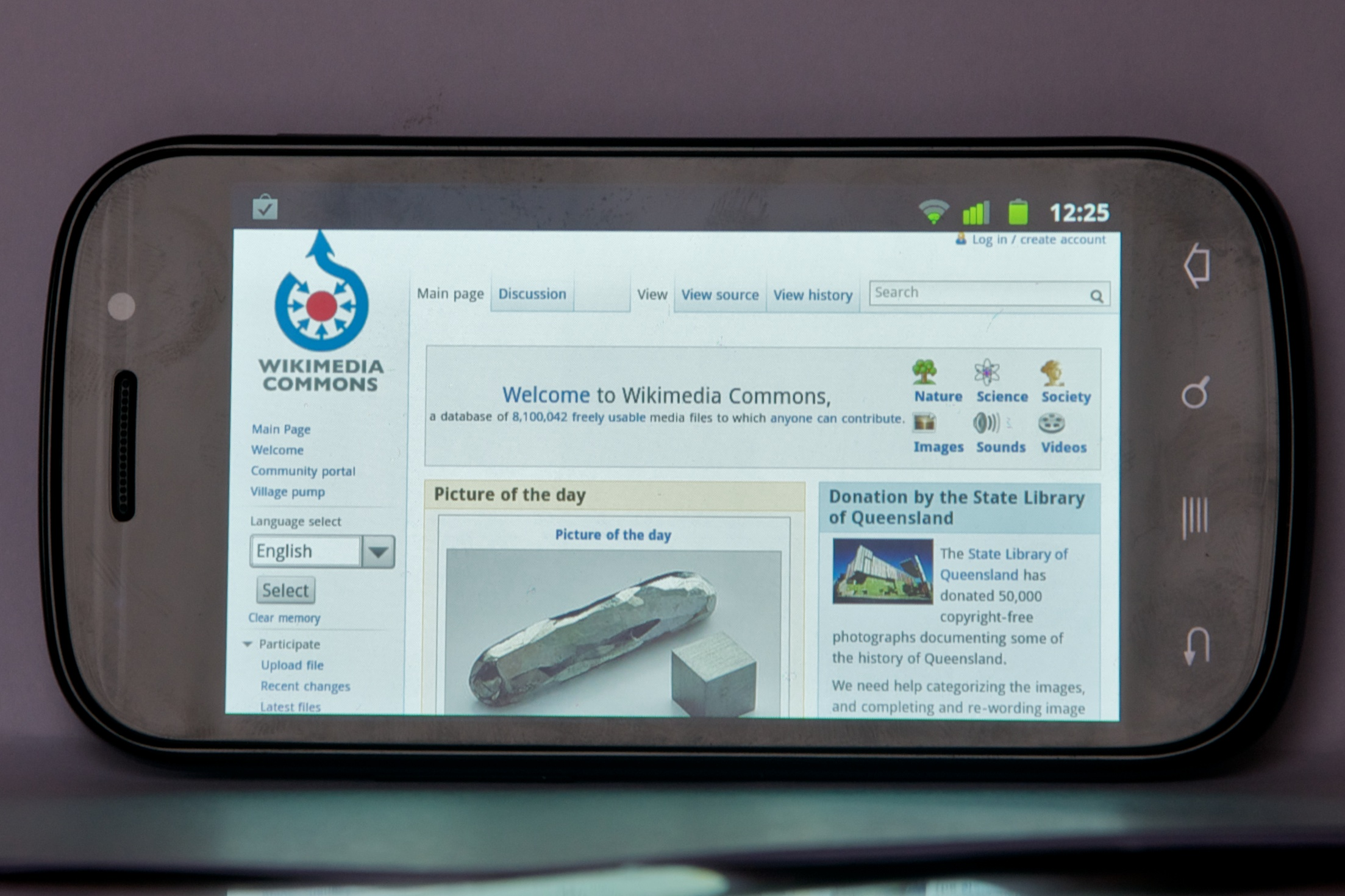
Wikimedia Commons na ekranie Nexus S

20 lipca 2012 została udostępniona aktualizacja do wersji 4.1.1 Jelly Bean.

## Wersja zubożona GT-i9023
W krajach rozwijających się takich jak Rosja dostępna jest ekonomiczna wersja z ekranem Super (Clear) LCD, a nie z SuperAMOLED. Jednak pozostałe parametry wyświetlacza i całego telefonu pozostać mają bez zmian. Potrzeba zainstalowania innego ekranu wynika z tego, iż Samsung nie jest w stanie nadążyć z produkcją ekranów Super AMOLED.

## Krytyka
Model Nexus S spotkał się z negatywnymi opiniami od niektórych użytkowników, m.in. krytykowano Samsunga za wykorzystanie tego samego plastiku co w modelu Galaxy S, który jest gorszy od aluminium stosowanego przez HTC w modelu Nexus One
Pojawił się także problem dotyczący przerywania przez niektóre telefony rozmowy po trzeciej minucie połączenia.
Część telefonów pracując na Androidzie w wersji 2.3.3 wysyła smsy pod losowe numery, a ponadto nabija wysokie rachunki z powodu problemów z przełączaniem między 3G a Wi-Fi. Aktualizacja systemu do wersji 2.3.4 rozwiązuje problem.

## Cena
W Polsce cena GT-i9020 z ekranem Super AMOLED wynosiła około 2399 zł, natomiast wersja GT-i9023 z Super LCD kosztowała 1599 zł. W USA model Nexus S można było nabyć za niecałe 530 dolarów.